# Escut d'armes d'Alberta

Escut provincial d'Alberta.

L'escut d'armes d'Alberta fou concedit per ordre reial el 30 de maig de 1907 pel rei Eduard VII del Regne Unit. El 1980 es complementà amb un timbre, el suport i un lema per crear el que avui es coneix com l'escut d'armes d'Alberta.
L'escussó provincial (sense els ornaments) és el que també apareix a la bandera de la província.

## Símbols
El timbre es troba per sobre de l'escut i es compon d'un elm coronat amb una corona de flors de color vermell i plata, sobre la qual s'assenta un castor, descansant a la part superior dels quals hi ha la corona de Sant Eduard. El blanc i el vermell són els colors nacionals oficials del Canadà, i el castor és l'animal oficial.
A l'escussó s'hi representa els recursos naturals i la bellesa del paisatge variat d'Alberta: les muntanyes Rocoses i els seus turons, les praderies d'herba, i els camps conreats de blat. La Creu de Sant Jordi és una al·lusió a la Companyia de la Badia de Hudson, que va controlar el territori que avui dia forma Alberta.
El suport, cadascuna de les figures que aguanten o acompanyen un escut, consisteix en un lleó daurat a l'esquerra en representació del poder, i un antílop americà (Antilocapra americana) a la dreta en representació dels recursos naturals de la província. Es dona el cas que el mamífer oficial d'Alberta és el mufló de les muntanyes Rocoses i no els dos anteriors.
La base està formada per un suport de gespa amb roses silvestres (Rosa acicularis), ja que aquesta és la flor oficial de la província.
El lema és "Fortis et Liber", que significa "fort i lliure", una frase de la cançó "O Canada" himne oficial del Canadà.